# Матюляны
Матюля́ны (бел. Мацюля́ны, пол. Maciulany) — деревня в Сморгонском районе Гродненской области Белоруссии.
Входит в состав Коренёвского сельсовета.
Расположена в центральной части района. Расстояние до районного центра Сморгонь по автодороге — 7 км, до центра сельсовета деревни Корени по прямой — чуть менее 3,5 км. Ближайшие населённые пункты — Березняки, Осиновщизна, Погорельщина. Площадь занимаемой территории составляет 0,1760 км², протяжённость границ 3490 м.
Согласно переписи население Матюлян в 1999 году насчитывало 32 жителя.
Через деревню проходит автомобильная дорога местного значения Н7803 Осиновщизна — Матюляны — Смолярня.
В деревне находится мемориальный камень времён Первой мировой войны.